# 27è Festival Internacional de Cinema de Moscou
El 27è Festival Internacional de Cinema de Moscou es va celebrar entre el 17 i el 26 de juliol de 2005. El Sant Jordi d'Or fou atorgat a la pel·lícula russa Kosmos kak predtxuvstvie dirigida per Aleksei Utxitel.

## Jurat
- Valentin Txernykh (Rússia – President)
- Nicola Piovani (Itàlia)
- Ulrich Seidl (Àustria)
- János Kende (Hongria)
- Viktoriya Tolstoganova (Rússia)
- Claire Denis (França)

## Pel·lícules en competició
Les següents pel·lícules foren seleccionades per la competició:
| Títol original                 | Director(s)        | País de producció                       |
| ------------------------------ | ------------------ | --------------------------------------- |
| Bal-Kan-Kan                    | Darko Mitrevski    | Macedònia del Nord, Itàlia, Regne Unit  |
| Paha maa                       | Aku Louhimies      | Finlàndia                               |
| Gitarrmongot                   | Ruben Östlund      | Suècia                                  |
| Erkak                          | Yusup Razykov      | Uzbekistan                              |
| Welcome Home                   | Andreas Gruber     | Àustria                                 |
| Dear Wendy                     | Thomas Vinterberg  | Dinamarca, Alemanya, França, Regne Unit |
| La vita che vorrei             | Giuseppe Piccioni  | Itàlia, Alemanya                        |
| Kosmos kak predchuvstvie       | Alexei Uchitel     | Rússia                                  |
| Tabl-e bozorg zir-e pai-e chap | Kazem Ma'asoumi    | Iran                                    |
| Nyfes                          | Pantelis Voulgaris | Grècia                                  |
| La última luna                 | Miguel Littín      | Xile, Palestina, Mèxic                  |
| El desenlace                   | Juan Pinzás        | Espanya                                 |
| Otkradnati otxi                | Radoslav Spassov   | Bulgària, Turquia                       |
| Le sourire d'Hassan            | Frédéric Goupil    | França, Síria                           |
| A porcelánbaba                 | Péter Gárdos       | Hongria                                 |
| Příběhy obyčejného šílenství   | Petr Zelenka       | Txèquia, Alemanya, Eslovàquia           |
| The Chumscrubber               | Arie Posin         | Estats Units                            |

## Premis
- Sant Jordi d'Or: Kosmos kak predchuvstvie d'Alexei Uchitel
- Premi Especial del Jurat: Sant Jordi de Plata: Paha maa d'Aku Louhimies
- Sant Jordi de Plata:
  - Millor Director: Thomas Vinterberg per Dear Wendy
  - Millor Actor: Hamid Farrokhnezhad per Tabl-e bozorg zir-e pai-e chap
  - Millor Actress: Vesela Kazakova per Otkradnati otxi
- Premi a la carrera: István Szabó
- Sant Jordi de Plata a la millor pel·lícula de la competició perspectiva: How the Garcia Girls Spent Their Summer de Georgina Riedel
- Premi Stanislavsky: Jeanne Moreau